# Théâtre du Balcon
Vous pouvez aider à l'améliorer ou bien discuter des problèmes sur sa page de discussion.
- Il ne cite pas suffisamment ses sources. Vous pouvez indiquer les passages à sourcer avec {{référence nécessaire}} ou {{Référence souhaitée}}, et inclure les références utiles en les liant aux notes de bas de page. (Marqué depuis décembre 2018)
- Certaines informations devraient être mieux reliées aux sources mentionnées dans la bibliographie ou les liens externes. Améliorez sa vérifiabilité en les associant par des références. (Marqué depuis décembre 2018)
- Il ne s’appuie pas, ou pas assez, sur des sources secondaires ou tertiaires. (Marqué depuis décembre 2018)
- Il n’est pas rédigé dans un style encyclopédique. (Marqué depuis décembre 2018)

- Archive Wikiwix
- Bing
- Cairn
- DuckDuckGo
- E. Universalis
- Gallica
- Google
- G. Books
- G. News
- G. Scholar
- Persée
- Qwant
- (zh) Baidu
- (ru) Yandex
- (wd) trouver des œuvres sur Wikidata

Le théâtre du Balcon est un théâtre conventionné fondé en 1983 par Serge Barbuscia. Il est l'un des cinq théâtres fondateurs des Scènes d'Avignon regroupant des théâtres permanents conventionnés par la ville d'Avignon — le théâtre des Carmes, Le théâtre du Chêne noir, le théâtre du Chien qui fume, le théâtre des Halles et le théâtre du Balcon.
Il doit son nom au balcon sculpté par Lucien Vernet au XIXe siècle qui orne sa façade.

## Histoire
Sous l'égide de la compagnie Serge Barbuscia, le théâtre du Balcon fut créé en 1983 dans une ancienne cave à vin située rue Guillaume Puy à Avignon. C'est à travers cette programmation éclectique et des collaborations artistiques aussi bien régionales, nationales, qu'internationales que le théâtre a pu croiser la route de Jean Luc Revol, Christophe Lidon, Michel Fau, Carlo Boso, Nemanja Radulovic, Patrick Timsit, Yolande Moreau, Michel Bruzat, Fernando Arrabal, Christophe Alévêque, Rufus, Béatrice Agenin, Geneviève Casile, Virginie Lemoine, etc.
Depuis sa création, le Théâtre du Balcon a reçu l'aide ou le soutien de la SACD, la SPEDIDAM, L'ADAMI, Beaumarchais/SACD, La fondation Abbé Pierre, le Ministère de la Culture/ Réserve Parlementaire, la DRAC PACA, le JTN (Jeune Théâtre National) , le FIJAD (Fonds d'insertion pour jeune artiste dramatique), le CNV (centre national de la chanson de variétés et du jazz), le DDCS84 (Direction Départementale de la Cohésion Sociale Vaucluse), le Grand Avignon… Il est également soutenu dans son fonctionnement par la ville d'Avignon, le Département du Vaucluse et le Conseil régional de Provence-Alpes-Côte d'Azur.

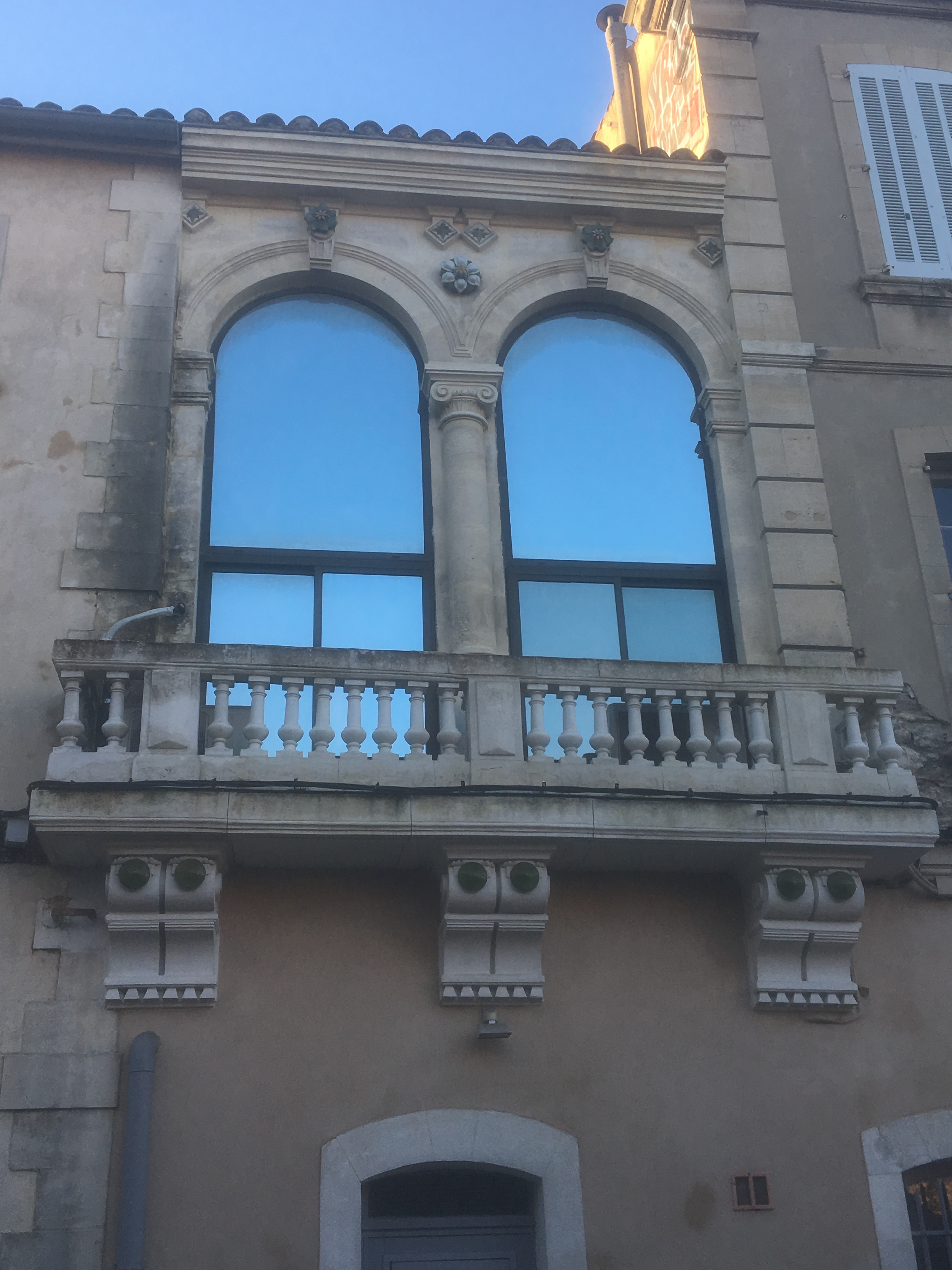
Balcon de Lucien Vernet (photo 2018)

## Lieu
Le Théâtre du Balcon est un espace de création et de diffusion de près de 700 m2. Composé d'un vaste hall d'accueil, d'une salle de spectacle de 200 places, d'une salle de répétition de 130 m2, d'un entrepôt et de bureaux.
En 2015, d'importants travaux ont été réalisés pour satisfaire aux normes européennes PMR et d'accessibilité (boucle magnétique).
En 2018, c'est près de 30 000 spectateurs qui sont accueillis au sein de la structure théâtrale.

## Compagnie
La compagnie Serge Barbuscia a été créée en 1983. C'est cette même année qu'elle bâtit le théâtre du Balcon qui deviendra alors son lieu de résidence.

### Ligne directrice de la compagnie
La ligne artistique montre une volonté du théâtre de défendre l'écriture contemporaine en mettant en valeur des textes inédits d'auteurs vivants qui révèlent des préoccupations actuelles. Pour ce faire, la Cie couvre des langages aussi différents que la poésie, le chant, la danse, le cirque et plus particulièrement la musique avec lequel elle tisse un lien étroit dans la majorité de ses pièces.
Depuis plus de 30 ans, certaines de ses créations ont été jouées sur des scènes prestigieuses comme dans des lieux plus intimistes ou éphémères, et à travers la France et le monde : Europe, Afrique, Asie, Équateur, Cuba, Corée du sud.

## Récompenses
- Monsieur Plume plis au pantalon d'Henri Michaux. Prix du Off Festival d'Avignon 1989[13].
- Mansarde à Paris/ Les détours Cioran, de Matei Visniec. Coup de cœur du Club de la Presse Avignon et Grand Avignon 2008[14].
- Remise d'une plaque de remerciement par le Ministre Coréen de la Culture, des Sports et du Tourisme M. KIM Jong-Deok à Serge Barbuscia en témoignage de leur gratitude à la contribution du Théâtre du Balcon et de la Cie Serge Barbuscia à la réussite de la manifestation de l'Année France - Corée 2015-2016[15].